# Медична енциклопедія

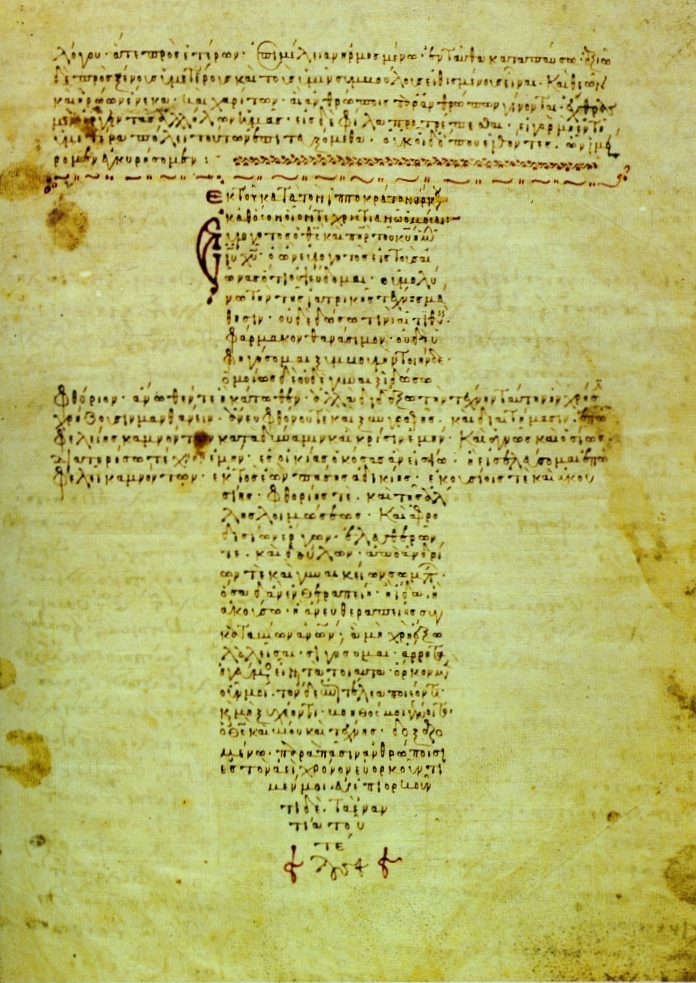
Клятва Гіппократа — це традиційна клятва, яку складають лікарі щодо етичної медичної практики. Поширена думка, що клятву написав Гіппократ, батько західної медицини, у IV столітті до нашої ери, або один з його учнів

Медична енциклопедія — вичерпний письмовий довідник, який містить інформацію про хвороби, медичні стани, аналізи, симптоми, травми та операції; науково-довідкові видання, призначені для медичних працівників або для підвищення медичних знань населення. Може містити велику галерею фотографій та ілюстрацій, пов'язаних з медициною. Медична енциклопедія надає читачам інформацію з питань здоров'я, також може містити деяку інформацію про історію захворювань, розвиток медичних технологій, які використовують для виявлення захворювань на ранній стадії. Для діагностики та лікування будь-яких захворювань слід звертатись до ліцензованого лікаря.

## Характеристики

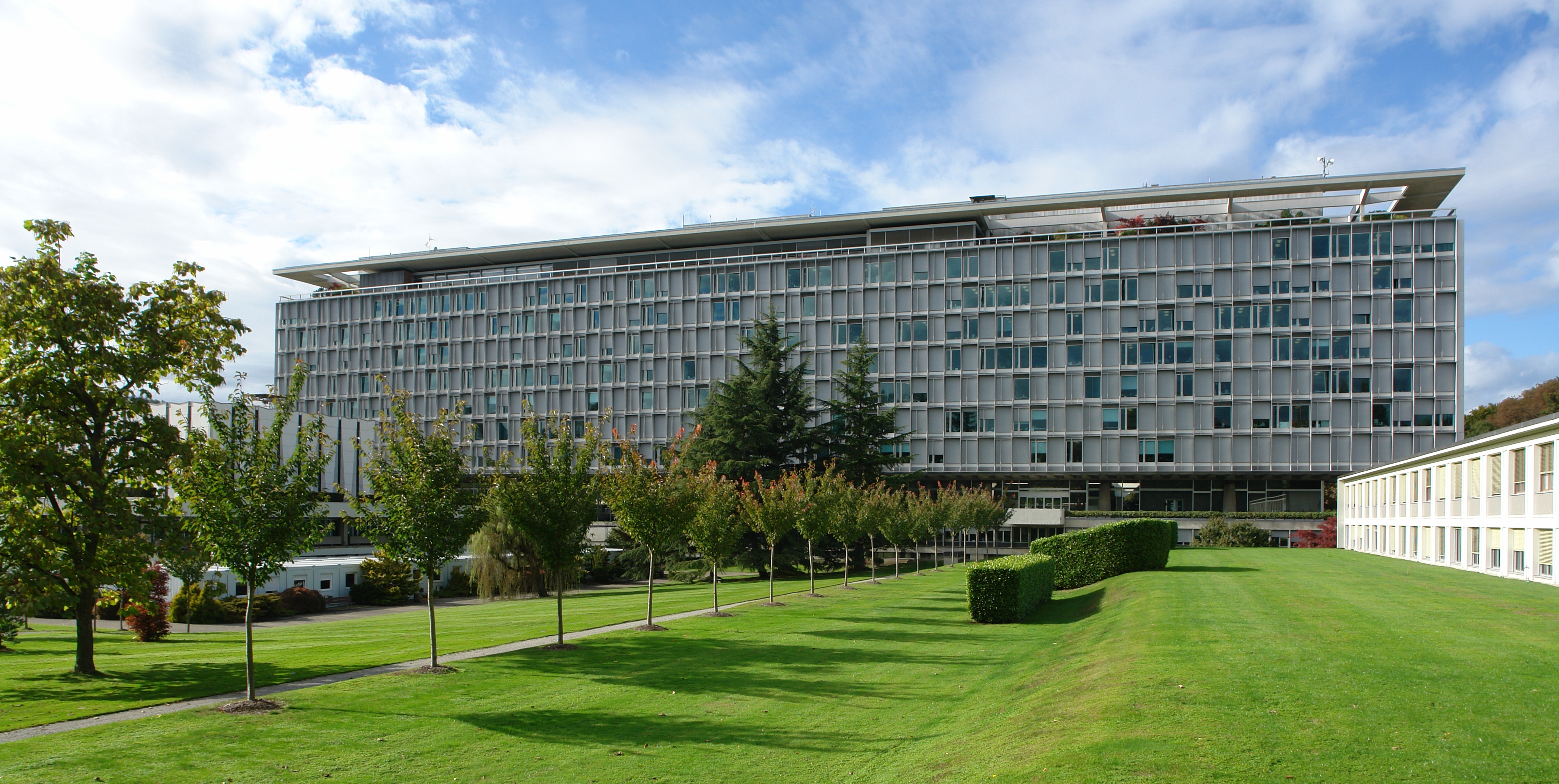
Штаб-квартира Всесвітньої організації охорони здоров'я в Женеві, 2008

Чотири основні елементи визначають медичну енциклопедію: її тематика, обсяг, метод організації та метод створення:
- Енциклопедії можуть бути загальними, що містять статті на теми з кожної галузі. Медична енциклопедія надає цінну інформацію про здоров'я, інструменти для управління здоров'ям та підтримку тим, хто шукає інформацію.[3]
- Статті на певні теми в медичній енциклопедії зазвичай розташовані в алфавітному порядку за назвою статті або за темами охорони здоров'я.
- З розвитком сучасних мультимедіа та інформаційної ери, вони мали дедалі більший вплив на збір, перевірку, підсумовування та представлення інформації всіх видів. Медичні енциклопедії, такі як Medline Plus, WebMD та Merck Manual, є прикладами нових форм медичних енциклопедій, оскільки пошук інформації стає простішим. Деякі онлайн-енциклопедії є медичними вікі, які використовують вікі-програмне забезпечення для спільного написання інформації.

## Історія

### Стародавні Греція та Рим
Узагальнювальні праці універсального та галузевого характеру складалися ще до нашої ери, тобто саме енциклопедичне творчість значно давніше терміна «енциклопедія» і тим більше власне енциклопедій, виникнення яких відносять до Нового часу. Аристотель, Демокрит, як і деякі інші мислителі Стародавньої Греції, не здійснивши енциклопедичних праць у сучасному розумінні, фактично здійснювали широко узагальнюючий, енциклопедичний підхід до розглянутих ними питань і явищ, що справило значний вплив на становлення енциклопедичної творчості.
У Європі енциклопедичні праці як форма впорядкування накопичених знань з'явилися в період еллінізму в Стародавньому Римі. Найбільш відомі з них «Disciplinarum libri IX» Варрона (116—27 роки до нашої ери), «Artes» А. Цельса, «Historia naturalis» Плінія Старшого (23 або 24—79 роки нашої ери). У кожній з цих праць містяться матеріали з біології та медицини. Особливий інтерес представляє медичний розділ «Artes» А. Цельса («De Re Medica» у 8 книгах), що є своєрідною медичною енциклопедією, в якій викладені багато досягнень античної медицини.

### Стародавній Схід і Китай
Витоки медичного енциклопедичного творчості сягають Стародавнього Сходу, до періоду становлення професійного лікування та медичної освіти, коли для цілей навчання та практичної діяльності почали складатися списки або зводи знань про будову та функції людського тіла та окремих органів, хвороби людини, їхні ознаки та засоби лікування, способи збереження здоров'я тощо. Найбільш древні з тих, що дійшли до нашого часу, пам'яток медичної літератури узагальнюючого характеру — єгипетські медичні папіруси, месопотамські клинописні тексти шумерською, вавилонською та ассирійською мовами, Аюрведа — відносяться до 3—2 тисячоліття до нашої ери. 
Великі енциклопедичні праці з медицини на основі ведичної літератури на межі нової ери були написані індійськими лікарями Сушрутою та Чаракою. Значного розвитку медичне енциклопедичне творчість отримало в Стародавньому Китаї. Починаючи з «Нейцзін» (VI сторіччя до нашої ери) і на початку 1 тисячоліття нашої ери тут було створено кілька десятків великих узагальнюючих праць з медицини, авторами яких були відомі китайські лікарі Чжан Чжун-цзін (150—219), Ван Шу-хе, Ге-Хун (281—351), Сунь Си-мо та інші. Першими китайськими енциклопедіями медичними вважають «Ван-тай-би-яо» (40 томів, 752 р.) і «Шень-цзи-цзунь-лу» (200 томів, 1111 р.).

### Візантія
Традиції складання енциклопедичних праць були сприйняті та розвинуті у Візантії. У IV сторіччі візантійський лікар-енциклопедист Орібазій Пергамський (325 або 326—403 роки) створив першу в Європі медичну енциклопедію — «Синопсис» (70 томів). Великі медичні енциклопедичні праці належать перу візантійських лікарів Аеція Амідського (502—572), Александра Траллесського (525—605), Павла Егінітського (625—690) та інші. Енциклопедичні праці візантійських лікарів принципово відрізняються від узагальнюючих праць римських енциклопедистів. Це були вже систематизовані зводи медичних знань, написані на основі єдиних анатомо-фізіологічних та загальнопатологічних концепцій і включали великий обсяг відомостей і рекомендацій практичного характеру, запозичених із власних спостережень авторів. Праці візантійських лікарів-енциклопедистів IV—VII сторіччя не набули широкого поширення в Європі, але слугували джерелом для численних компіляцій.

### Російська імперія
Першою спробою створення російської медичної енциклопедії став «Енциклопедичний медичний лексикон» у 5 частинах (СПб., 1842—1844), видання якого було припинено на слові «Ністагм».
Після тривалої перерви значний внесок у розвиток зробили видання журналу «Практическая медицина» (В. С. Еттінгер) та діяльність видавництва І. А. Єфрона (іноді спільно з зарубіжним «Брокгаузом»).
Помітним явищем стали тритомний «Енциклопедичний медичний словник» (СПб., 1892—1893), випущений у типолітографії І. А. Єфрона, та «Енциклопедія практичної медицини» у 5 томах (СПб., 1907—1915), видана акціонерним видавничим товариством «Ф. А. Брокгауз — І. А. Єфрон». Це був переклад статей німецьких та австрійських учених, доповнений статтями про курорти та мінеральні води тогочасної держави. Публікації з посиланнями на законодавство доповнювалися даними про відповідні закони Російської імперії.
Однак лише «Реальна енциклопедія медичних наук. Медико-хірургічний словник» (СПб., 1891—1901) у 23 томах, видання журналу «Практическая медицина», стала єдиною найповнішою та фундаментальною дореволюційною медичною енциклопедією, роботу над якою було завершено. Хоча праця базувалася на перекладі другого видання Словника Ейленбурга (Real Encyclopedie der gesam. Heilkunde), близько третини статей були написані російськими науковцями (традиція, завдяки якій набув популярності й російський універсальний Брокгауз).
У 1909—1915 роках була здійснена спроба випустити «Реальну енциклопедію практичної медицини. Медико-хірургічний словник для практичних лікарів», переклад четвертого видання Словника Ейленбурга, теж за участі російських учених. Однак завершити проект завадила Перша світова війна (як і у випадку з «Новим енциклопедичним словником» Брокгауза). Роботу було зупинено в 1915 році на 17-му томі.

### Радянський союз
Радянський період був відзначений подальшим структуруванням системи енциклопедичних видань, включаючи медичні, як за обсягом (великі, малі, короткі енциклопедії) і галуззю медицини, так і за аудиторією (не тільки для фахівців, як у дореволюційний період, але й для широких мас). Також у нову епоху не було місця перекладним працям: авторами статей були насамперед вітчизняні спеціалісти.
Широко відомі перше (у 35 томах; М.: Советская энциклопедия, 1928—1936; головний редактор Н. А. Семашко), друге (у 35 томах; М.: Медгиз, 1956—1964; під редакцією А. Н. Бакулєва) та третє (М.: Советская энциклопедия, 1974—1989; під редакцією Б. В. Петровського) видання «Великої медичної енциклопедії» (ВМЕ), призначені для лікарів. Варто зазначити, що томи БМЕ радянського періоду перевидаються в наші дні в режимі «друк на замовлення».
Серед малих медичних енциклопедій виходила «Мала енциклопедія практичної медицини» (у 6 томах; Л.: Практическая медицина, 1927—1930; під загальною редакцією В. П. Осипова), а також «Мала медична енциклопедія» (ММЕ; у 12 томах; М.: Советская энциклопедия, 1965—1970; під редакцією В. Х. Василенка), адресовані працівникам усіх галузей практичної медицини. Виходила і «Коротка медична енциклопедія» (КМЕ): перше (у 3 томах; М.: Советская энциклопедия, 1972—1974; відповідальний редактор А. Н. Шабанов) та друге (у 3 томах; М.: Советская энциклопедия, 1989; головний редактор Б. В. Петровський) видання, призначені для середнього медичного персоналу.
Серед спеціалізованих видань слід відзначити енциклопедії з військової медицини: «Енциклопедичний словник військової медицини» (у 6 томах; М.: Медгиз, 1946—1950; головний редактор Є. І. Смирнов), енциклопедію «Досвід радянської медицини у Великій Вітчизняній війні 1941—1945 рр.» (у 35 томах; М.: Медгиз, 1949—1955; головний редактор Є. І. Смирнов), а також «Енциклопедичний медичний довідник для військових фельдшерів» (М.: Воениздат, 1953; головний редактор Н. І. Завалишин), підготовлені під керівництвом голів Військово-медичної академії ім. Кірова. Також виходили видання з термінології, наприклад, «Енциклопедичний словник медичних термінів» (у 3 томах; М.: Советская энциклопедия, 1982—1984; головний редактор Б. В. Петровський), адресований не тільки спеціалістам у галузі медицини, а й лінгвістам.
Широке поширення в СРСР, починаючи з 1960-х років, набула нова практика — випуск медичних енциклопедій для масового читача. Це і 7 видань «Популярної медичної енциклопедії» під редакцією Ф. Н. Петрова, А. Н. Бакулєва та А. Ф. Серенка (М.: Советская энциклопедия, 1961, 1963, 1964, 1965, 1966, 1968, 1969), з яких 4 були стереотипними, і «Популярна медична енциклопедія», розпочата головним редактором Б. В. Петровським та продовжена В. І. Покровським (М.: Советская энциклопедия, 1979, 1980, 1981, 1984, 1987, 1988, 1991), яка витримала переважно стереотипні видання.

## Зовнішні посилання
- Медична енциклопедія WebMD
- Медична енциклопедія MayoClinic
- Медична енциклопедія Медичний центр Університету Меріленду
- Енциклопедія людського тіла. 3D-модель анатомії людини
- HealthCareMagic